# Zwitsers referendum 1875

Het referendum in Zwitserland in 1875 vond plaats op 23 mei 1875.

## Mei

### Referenda
In 1875 werd voor het eerst in de Zwitserse geschiedenis een facultatief referendum georganiseerd nadat deze mogelijkheid was ingevoerd door de nieuwe Zwitserse Grondwet van 1874. De bevolking stemde met een nipte meerderheid van 207.263 neestemmen (50,6%) tegen 202.583 jastemmen (49,4%) een nieuwe kieswet weg. De wet op de burgerlijke stand, de registers van de burgerlijke stand en het burgerlijk huwelijk werd dan weer wel goedgekeurd, met 213.199 stemmen voor (51,0%) en 205.069 stemmen tegen (49,0%).

### Resultaten
Kieswet
| Keuze           | Aantal stemmen | %    |
| --------------- | -------------- | ---- |
| Voor            | 202.583        | 49,4 |
| Tegen           | 207.263        | 50,6 |
| Ongeldig/blanco |                | –    |
| Totaal          | 409.846        | 100  |

Burgerlijk huwelijk
| Keuze           | Aantal stemmen | %    |
| --------------- | -------------- | ---- |
| Voor            | 213.199        | 51,0 |
| Tegen           | 205.069        | 49,0 |
| Ongeldig/blanco |                | –    |
| Totaal          | 341.051        | 100  |